# Incidentul OZN din Pădurea Rendlesham

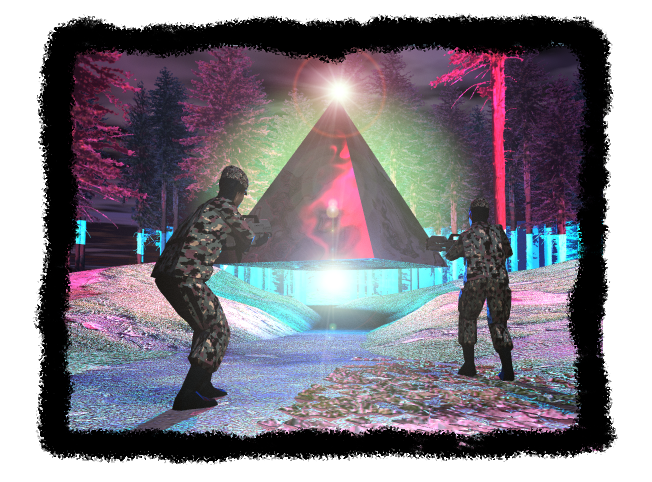
Reconstituirea incidentului OZN din Pădurea Rendlesham

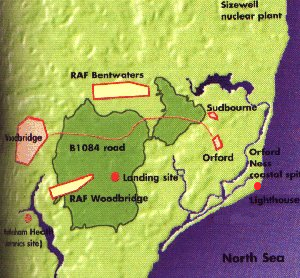
Locul incidentului

Incidentul OZN din Pădurea Rendlesham este numele dat la o serie de observații raportate de lumini inexplicabile și presupusa debarcare a unei nave de origine necunoscută în Pădurea Rendlesham, Suffolk, Anglia la sfârșitul lunii decembrie 1980. Unii ufologi cred că este cel mai faimos eveniment OZN care s-a întâmplat în Marea Britanie și clasat printre evenimentele OZN cele mai cunoscute din toată lumea. Împreună cu Incidentul OZN din Munții Berwyn, acesta a fost comparat cu Incidentul OZN de la Roswell și este uneori denumită ca Incidentul Roswell britanic.
Toți martorii incidentului au fost membri ai US Air Force, găzduiți în baza militară britanică Bentwaters/Wood-bridge din imediata vecinătate, de aceea toate declarațiile sunt considerate foarte serioase și credibile. Scepticii consideră că acele observații se pot explica prin alte cauze: fulger globular, lumina unui far, braconieri, experiment psihologic etc.